# حمزة قفطان
حمزة بن مهدي بن أحمد قفطان السَّعدي (1889 - 1923) شاعر عراقي. ولد بمدينة الحي في واسط ونشأ بها في عائلة معروفة. درس المقدمات اللغوية على أخيه محمد صالح الذي كفله منذ الصغر. ثم هاجر إلى النجف سنة 1912 لإكمال دراسته، حتى برز شاعراً له ميزاته. توفي في الحي عن 34 عامًا ونقل جثمانه إلى النجف ودفن بها. له ديوان شعر، مفقود.

## سيرته
هو حمزة بن مهدي بن أحمد بن حسن قفطان السعدي. ولد سنة 1307 هـ/ 1889 م في الحي بواسط، ودرس بها على أخيه محمد صالح، ثم توجه إلى النجف سنة 1912 ودرس عند جماعة من أساتذها، منهم عبد الحسين الحياوي. ثم سافر إلى الأهواز وأخذ عن علي عدنان الغريفي الكلام والحكمة. برز بين أقرانه بوصفه عالِمًا دينيًا وشاعرًا مطبوعًا، غير أن توفي عن 35 عامًا (بالهجري) سنة 1342 هـ / 1923 م بمقط رأسه ونقل جثمانه إلى النجف فدفن بها. 

## شعره
يعتبر من أبرز شعراء مدرسة النجف الشعرية، التي تعتمد على الأسلوب العربي الفصيح. كان ينشر قصائده في مجلة «اليقين» البغدادية والتي كان يصدرها محمد الهاشمي البغدادي في سنوات 1923-24. وله ديوان كبير بشتى الأغراض والفنون، جمعه أخوه محمد صالح بعد وفاته، ولكنه فقد.  وساجل جماعة من العلماء، منهم جعفر النقدي وعيسى البصري وعدنان الغريفي. واستفاد منه سلمان الأنباري. 
 جاء في معجم البابطين عنه «تتعدد موضوعات قصائده بين المدح الديني والاعتزاز القومي (التاريخي) والقضايا الاجتماعية، وبخاصة ما يدفع إليه التطور من تغير في السلوك العام. إن الإطار الذي يجمع بين هذه الموضوعات الثلاثة هو الالتزام الأخلاقي، أما الجانب الشعري فإنه أضعف جوانب الطرح.»  من شعره « راية العز»:

## وصلات خارجية
- في بوابة الشعراء